# Фридман, Янкев
Янкев (Яаков) Фридман (1910, Мельница-над-Днестром, Подольская губерния, ныне Мельница-Подольская, Украина — 1972, Тель-Авив) — еврейский поэт.

## Биография
Родился в хасидской семье, сын мильницкого раввина Шолем-Йосефа, потомок цадиков Израиля Фридмана и Дов-Бера из ружинских хасидов; по матери — из рода основателя Чернобыльской династии Нохума Тверского. В 1919 г. семья Фридмана переехала в Черновцы (тогда Австро-Венгрия), где Фридман начал писать стихи на иврите, затем на идише. С 17 лет печатал стихи в газете «Черновицер блетер». В 1929—1933 годах жил в Варшаве.
В годы Второй мировой войны румынские власти депортировали Фридмана в Бершадь. В 1947 г. Фридман попытался нелегально пробраться в Эрец-Исраэль, но был задержан английским патрулем и два года провел в лагере для «нелегальных» иммигрантов на Кипре. С 1949 г. он жил в Израиле, где активно включился в литературную жизнь страны

## Публикации
В 1929-33 годах жил в Варшаве, публиковал стихи в местных еврейских газетах: «Литерарише блетер», «Вохншрифт фар литератур», «Арбетер цайтунг» и других. В 1933 г. вышла в свет драматическая поэма «Ойсгештректе хент» («Простертые руки»). Поэма «Адам» — была издана в 1935 г. в Черновцах. В 1939 г. в Черновцах вышел сборник стихов Фридмана «Шабес» («Суббота»).
В 1953 г. вышла книга стихотворений и поэм Фридмана «Пастехер ин Исроэл» («Пастухи в Израиле», Т.-А.; литературная премия Л. Хофера), принесшая ему популярность. С начала выхода журнала «Ди Голдене кейт» Фридман принимал живое участие в его работе. С 1956 г. — постоянный сотрудник «Лецте найес», в которой наряду со стихами публиковал (под псевдонимом И. Намдирф) очерки об израильской жизни.
1960-е годы была опубликована поэма «Нефилим» («Исполины»; Т.-А., 1963), книга стихотворений и поэм «Ди легенде Ноях Грин» («Легенда Ноаха Грина», Н.-Й., 1960) и книга лирических стихотворений «Либшафт» («Любовь»; Т.-А., 1967), высоко оцененные критикой.
Фридман — участник многих антологий еврейской поэзии, в частности, антологии «Эрец-Исроэл ин дер идишер литератур» («Земля Израиля в идишской литературе», Т.-А., 1961).
В 1979 г. в Тель-Авиве была посмертно издана книга Фридмана «Гезен аф а вайл» («Видел в мгновение»).

## Премии
Лауреат многих литературных премий, в том числе
- премии Шолом-Алейхема, присуждаемой издательством «Голдене павэ» (Париж, 1962).
- премия Ицика Манагера[ивр.][5]